# Acanthagrion
Acanthagrion là một chi chuồn chuồn kim trong họ Coenagrionidae.

## Các loài
Acanthagrion có 40 loài:
- Acanthagrion abunae Leonard, 1977
- Acanthagrion adustum Williamson, 1916
- Acanthagrion aepiolum Tennessen, 2004
- Acanthagrion amazonicum Sjöstedt, 1918
- Acanthagrion apicale Selys, 1876
- Acanthagrion ascendens Calvert, 1909
- Acanthagrion chacoense Calvert, 1909
- Acanthagrion chararum Calvert, 1909
- Acanthagrion cuyabae Calvert, 1909
- Acanthagrion dichrostigma De Marmels, 1985
- Acanthagrion egleri Santos, 1961
- Acanthagrion floridense Fraser, 1946
- Acanthagrion fluviatile (De Marmels, 1984)
- Acanthagrion gracile (Rambur, 1842)
- Acanthagrion hartei Muzón & Lozano, 2005
- Acanthagrion hildegarda Gloger, 1967
- Acanthagrion indefensum Williamson, 1916
- Acanthagrion inexpectum Leonard, 1977
- Acanthagrion jessei  Leonard, 1977
- Acanthagrion kennedii Williamson, 1916
- Acanthagrion lancea Selys, 1876
- Acanthagrion latapistylum Calvert, 1902
- Acanthagrion longispinosum Leonard, 1977
- Acanthagrion minutum Leonard, 1977
- Acanthagrion obsoletum (Förster, 1914)
- Acanthagrion peruanum Schmidt, 1942
- Acanthagrion peruvianum Leonard, 1977
- Acanthagrion phallicorne Leonard, 1977
- Acanthagrion quadratum Selys, 1876
- Acanthagrion rubrifrons Leonard, 1977
- Acanthagrion speculum Garrison, 1985
- Acanthagrion taxaense Santos, 1965
- Acanthagrion temporale Selys, 1876
- Acanthagrion tepuiense De Marmels, 1985
- Acanthagrion trilobatum Leonard, 1977
- Acanthagrion truncatum Selys, 1876
- Acanthagrion vidua Selys, 1876
- Acanthagrion viridescens Leonard, 1977
- Acanthagrion williamsoni Leonard, 1977
- Acanthagrion yungarum Ris, 1918